# Стрибки у воду на Чемпіонаті світу з водних видів спорту 1973
Змагання зі стрибків у воду на Чемпіонаті світу з водних видів спорту 1973 відбулися в Белграді (Югославія).

## Таблиця медалей
| Місце               | Країна               | Золото | Срібло | Бронза | Загалом |
| ------------------- | -------------------- | ------ | ------ | ------ | ------- |
| 1                   | США (USA)            | 1      | 1      | 1      | 3       |
| 2                   | Італія (ITA)         | 1      | 1      | 0      | 2       |
| 2                   | Швеція (SWE)         | 1      | 1      | 0      | 2       |
| 4                   | НДР (GDR)            | 1      | 0      | 2      | 3       |
| 5                   | Чехословаччина (TCH) | 0      | 1      | 0      | 1       |
| 6                   | СРСР (URS)           | 0      | 0      | 1      | 1       |
| Загалом (6 збірних) | Загалом (6 збірних)  | 4      | 4      | 4      | 12      |

## Медальний залік

### Чоловіки
| Дисципліна    | Золото                     | Срібло                     | Бронза                      |
| Трамплін, 3 м | Філ Боґґс (USA) 618.57     | Клаус Дібіасі (ITA) 615.18 | Кіт Расселл (USA) 579.48    |
| Вишка, 10 м   | Клаус Дібіасі (ITA) 559.53 | Кіт Расселл (USA) 523.74   | Фальк Гоффманн (GDR) 492.15 |

### Жінки
| Дисципліна    | Золото                     | Срібло                      | Бронза                      |
| Трамплін, 3 м | Хріста Келер (GDR) 442.17  | Ульріка Кнапе (SWE) 434.19  | Маріна Яніке (GDR) 426.33   |
| Вишка, 10 м   | Ульріка Кнапе (SWE) 406.77 | Мілена Духкова (TCH) 387.18 | Ірина Калініна (URS) 381.42 |